# Marshall Jefferson
Pour les articles homonymes, voir Jefferson.
 (avril 2012).
Marshall Jefferson (né le 19 septembre 1959 à Chicago) est un DJ, compositeur et producteur de musique électronique. Il est considéré comme l'un des grands maîtres de la musique house de Chicago.

## Biographie
À l'origine producteur pour les studios d'enregistrement Universal, Marshall Jefferson rencontre Larry Sherman, propriétaire du label de musique house Trax Records, et enregistre dès lors des morceaux pour ce label.
Un des premiers morceaux importants qu'il réalise et produit, Move Your Body (enregistré en 1986 avec le groupe On The House), s'impose d'emblée comme un grand, voire le grand classique de la house, d'où son appellation de House Music Anthem (l'Hymne de la House). Ce titre marque, avec Can You Feel It de Larry Heard et Love Can't Turn Around de Farley 'Jackmaster' Funk, tous deux parus à la même époque, une évolution dans le genre après des compositions souvent purement instrumentales et dépourvues de véritable mélodie: intro au piano survoltée, voix proches du gospel, riff de piano électronique funky et entêtant, et reprise plus loin du même motif mélodique à l'aide de puissantes nappes de cordes synthétiques. Cet opus à l'énergie dévastatrice fait l'effet d'une bombe au sein de la scène house et se retrouve bien vite repris, plagié et samplé de tous côtés.
Parallèlement, Marshall Jefferson s'impose comme l'un des pionniers de l'acid house, house aux sonorités bien particulières conçue à l'aide de la TB-303, qu'il emploie par exemple sur Acid Trax en 1987, mais qu'il avait déjà utilisée en 1985 avec le titre I've Lost Control de Sleezy D, l'un des premiers morceaux acid house jamais enregistrés. Il produit et compose également des morceaux de deep house et de garage, notamment pour CeCe Rogers, Sterling Void, Kym Mazelle et Ten City.
En 2005, Marshall Jefferson fonde, en compagnie de CeCe Rogers, le label de musique house USB Records.

## Discographie partielle
- 1985 : Sleezy D - I've Lost Control (Trax Records)
- 1986 : Marshall Jefferson and On The House - Move Your Body (The House Music Anthem) (Trax Records)
- 1986 : On The House with Marshall Jefferson - Ride The Rhythm (Trax Records)
- 1986 : On The House - Pleasure Control (Bright Star Records)
- 1986 : Virgo (avec Adonis et Vince Lawrence) - Free Yourself (Trax Records)
- 1986 : Virgo (avec Adonis et Vince Lawrence) - R U Hot Enough (Trax Records)
- 1986 : Jungle Wonz - The Jungle (Trax Records)
- 1986 : Hercules - 7 Ways (Dance Mania)
- 1986 : Hercules - Lost In The Groove (Trax Records)
- 1987 : Phuture - Acid Tracks (Trax Records)
- 1987 : CeCe Rogers - Forever / Someday (Atlantic Records)
- 1987 : On The House - Give Me Back The Love (Trax Records)
- 1987 : Jungle Wonz - Time Marches On (Trax Records)
- 1987 : Ragtyme Feat. Byron Stingily - I Can't Stay Away (Bright Star Records)
- 1987 : House To House feat. Kym Mazelle - Taste My Love (Police)
- 1987 : Byron Stingily - Just A Little Bit (Jack Trax)
- 1988 : Truth (avec Byron Burke et Byron Stingily) - Open Our Eyes (FFRR)
- 1988 : Marshall Jefferson - Do The Do (Underground)
- 1988 : Kym Mazelle - I'm A Lover (Republic Records)
- 1988 : Sterling Void and Paris Brightledge - It's All Right (FFRR)
- 1988 : Lil' Louis - The Original Video Clash (Dance Mania)
- 1989 : Kym Mazelle - Brilliant! (album) (Capitol Records)
- 1988 : Curtis McClain and On The House - Let's Get Busy (Trax Records)
- 1989 : Ten City - Foundation (album) (Atlantic Records)
- 1990 : Richard Rogers - Can't Stop Loving You (Sam Records)
- 1990 : Ten City - State Of Mind (album) (Atlantic Records)
- 1993 : Jungle Wonz - Bird In A Gilded Cage (Trax Records)
- 1994 : Screamin' Rachael - The Real Thing (Eightball Records)
- 1996 : Marshall Jefferson - Day Of The Onion (KTM)
- 1996 : Marshall Jefferson and Jesse Saunders - 12" Of Love (UCA Records)
- 1996 : Vince Lawrence - What'll We Do? (KTM)
- 1998 : Marshall Jefferson vs. Noosa Heads - Mushrooms (Airtight Records)

## Anecdote
En octobre 2004, Move Your Body a figuré dans la bande-son du jeu vidéo Grand Theft Auto: San Andreas, joué sur la station de radio SF-UR.